# Festival international du film fantastique d'Avoriaz 1974
Le Festival international du film fantastique d'Avoriaz 1974 est la 2e édition du Festival international du film fantastique d'Avoriaz.

## Jury
- Silvia Monfort, présidente
- Jacques Doniol-Valcroze
- Jean Eustache
- Romain Gary
- Fred Haines
- Éric Losfeld
- François Nourissier
- Louis Pauwels
- Guy Peellaert
- Aleksandar Petrović
- Ingrid Pitt
- Roland Topor

## Sélection

### Compétition
- Dracula vit toujours à Londres (The Satanic Rites of Dracula) d'Alan Gibson ( Royaume-Uni)
- El Topo de Alejandro Jodorowsky ( Mexique)
- Hex de Leo Garen ( États-Unis)
- La Maison de l'exorcisme (La Casa dell'esorcismo') de Mario Bava ( Italie- Espagne- Allemagne de l'Ouest)
- La Maison des damnés (The Legend of Hell House) de John Hough ( Royaume-Uni- États-Unis)
- Mondwest (Westworld) de Michael Crichton ( États-Unis)
- Le Retour de l'abominable Docteur Phibes (Dr. Phibes Rises Again) de Robert Fuest ( Royaume-Uni- États-Unis)
- Soleil vert (Soylent Green) de Richard Fleischer ( États-Unis)
- SSSSnake (Sssssss) de Bernard L. Kowalski ( États-Unis)

### Hors compétition
- La Lunule (The Pyx) de Harvey Hart ( Canada)
- Rouslan et Ludmila (Ruslan i Lyudmila) d'Alexandre Ptouchko ( Union soviétique)

## Palmarès
- Grand prix : Soleil vert de Richard Fleischer
- Deuxième prix : Hex de Leo Garen
- Prix spécial du jury : El Topo de Alejandro Jodorowsky